# Зачеславський Василь Нікифорович
Зачеславський Василь Нікифорович (6 липня 1924, с. Дівиця, Воронезька область — 1 січня 1969, Одинцово) — радянський офіцер, учасник Радянсько-німецької війни, стрілець-розвідник взводу пішої розвідки 212-го гвардійського стрілецького полку 75-ї гвардійської стрілецької дивізії 30-го стрілецького корпусу 60-ї Армії Центрального фронту, Герой Радянського Союзу (17.10.1943), гвардії червоноармієць, пізніше гвардії майор.

## Біографія
Народився 6 липня 1924 року в с. Дівиця, зараз Воронезької області. В 1937 році родина переїхала до м. Бикін Хабаровського краю, де Зачеславський закінчив десятирічну школу № 23.
В 1942 році вступив до Владивостокського піхотного училища. На початку 1943 року курсантам просвоїли звання червоноармійців і направили на фронт. З березня 1943 року Зачеславський став розвідником взводу пішої розвідки 212-го гвардійського стрілецького полку 75-ї гвардійської стрілецької дивізії.
Свою першу нагороду, медаль «За відвагу», Зачеславськи отримав за участь у Курській битві, за дії на берегах річки Нежівка в Орловській області. В нагородному листі командир 212-го гвардійського стрілецького полку гвардії полковник Борисов М. С. написав, що 4.08.1943 року Зачеславський разом із групою бійців проводив розвідку місця форсування річки для наступу. Діяв рішуче і хоробро. Переправившися через річку, бійці вийшли у тил противника, розвідали його розташування, а потім, разом з наступаючою піхотою, вдарили в тил ворога, давши можливість успішно форсувати річку.
Особливо відзначився В. Н. Зачеславський при форсуванні річки Дніпро північніше Києва восени 1943 року, у боях при захопленні та утриманні плацдарму на правому березі Дніпра в районі сіл Глібівка та Ясногородка (Вишгородський район Київської області). В ніч з 22 на 23 вересня 1943 року Зачеславський у складі розвідгрупи гвардії лейтенанта Полякова В. Х. переправився через Дніпро в районі сіл Козаровичі — Глібівка. Розвідгрупа здобула цінні відомості про розташування противника в місці форсування Дніпра частинами 75-ї гвардійської стрілецької дивізії. Зачеславський діяв сміливо, рішуче, не шкодуючи власного життя.
Указом Президії Верховної Ради СРСР від 17 жовтня 1943 року за мужність і героїзм проявлені при форсуванні Дніпра і утриманні плацдарму гвардії червоноармійцю Зачеславському Василю Нікифоровичу присвоєне звання Героя Радянського Союзу з врученням ордена Леніна і медалі «Золота Зірка».
В. Н. Зачеславський пройшов до кінця Радянсько-німецьку війну, а потім брав участь у війні з Японією.
По закінченні війни служив на Далекому Сході, закінчив Московське військово-інженерне училище, у званні майора був начальником інженерної служби ракетної дивізії.
Помер 1 січня 1969 року у м. Одинцово. Похований у с. Юдине Московської області.

## Нагороди
- медаль «Золота Зірка» № 1557 Героя Радянського Союзу (17 жовтня 1943)
- Орден Леніна
- Медаль «За відвагу»
- Медалі

## Пам'ять
- Ім'я Героя носить школа № 23 м. Бикін, яку він закінчив[5].
- Ім'я Зачеславського В. Н. увіковічнено на обеліску бойової і трудової слави м. Хабаровськ.